# Городищенский сельсовет (Пинский район)
Городи́щенский сельсовет (бел. Гарадзішчанскі сельсавет) — административная единица Пинского района Брестской области Беларуси. Административный центр — деревня Городище.
Население — 3571 человек (2019).

## История
Образован 12 октября 1940 года в составе Пинского района Пинской области, с 8 января 1954 года — Брестской области. 3 июня 1957 года из Оснежицкого сельсовета в состав Городищенского сельсовета были переданы деревни Вулька, Высокое, Купятичи, Почапово и территория МТС. 15 апреля 1985 года в состав Парахонского сельсовета передана деревня Островичи.

## Состав
В состав сельсовета входят следующие населённые пункты:
- Вулька-Городищенская — деревня
- Высокое — деревня
- Городище — посёлок
- Городище — деревня
- Гряды — деревня
- Заозерье — деревня
- Клин — деревня
- Кривичи — деревня
- Купятичи — деревня
- Островичи — деревня
- Почапово — деревня
- Сушицк — деревня